# Завгороднев, Иван Маркович
Иван Маркович Завгороднев (1913—2002) — российский инженер-электроник, участник разработки первых телевизоров с большим экраном (1 х 1,2 м) ТЭ-1 и ТЭ-2 (1939), первой в мире телевизионно-радиолокационой установки (1942—1944).
Род 27.01.1913 г. в станице Арчендинская (ныне Михайловский район Волгоградской области).
Во второй половине 1930-х гг. учился в ЛЭТИ и одновременно работал в лаборатории телевидения НИИ-9, которой руководил Александр Андреевич Расплетин. По его предложению в качестве дипломной работы выполнил проект телевизионного приемника с размером изображения в квадратный метр. На его основе был построен приемник ТЭ-1, а затем и усовершенствованный ТЭ-2 (1939).
Окончил ЛЭТИ в 1937 г. с отличием с присвоением квалификации инженера-электроника по специальности «электроакустика».
В 1939 году по поручению Расплетина организовал «Телевизионный театр» в Москве в Парке культуры имени Горького. Сеанс продолжался 20 минут, зал вмещал 150 человек, и каждый раз очередь выстраивалась почти на километр.
После начала войны служил в 72-м Краснознаменном отдельном радиобатальоне. В условиях блокады Ленинграда разрабатывал первую в мировой практике комплексную телевизионно-радиолокационную систему с автоматической мгновенной передачей информации радиолокаторов о местонахождении самолётов на главные командные пункты штаба Ленинградской армии ПВО (1942—1944) Руководитель работ по усовершенствованию и внедрению телевизионной установки типа РД-1 для наведения истребителей на самолёты противника.
С 1946 по 1948 г. — начальник лаборатории ЛТЦ. С 1948 по 1953 г. — главный инженер Ленинградской дирекции приемной телевизионной сети.
Заместитель главного конструктора РРТС разработки ВНИИТ (1963), участник работ по созданию во ВНИИТ и внедрению в серийное производство вещательного ТВ-оборудования (с 1960).
«Почётный радист» (1947).
С 1970-х гг. — член Общества по распространению научных знаний Центрального лектория Ленинграда.